# Johannes Lambertus Huber
Johannes Lambertus Huber (Leeuwarden, 7 augustus 1750 – Blessum, 30 juni 1826) was een Nederlands politicus.

## Familie
Huber was een zoon van mr. Ulrich Herman Huber (1727-1767), ontvanger-generaal van de florenen, en Catharina Berghuijs (1721-1778). Hij was een broer van Ulrich Jan Huber. Hij trouwde met Metje Tuinhout (1755-1802) en na haar overlijden met Eliza Pratje (1765-1808). Zijn tweede echtgenote was weduwe van Ayzo Boelardusz. van Boelens en moeder van Jan Hendrik van Boelens, buitengewoon Kamerlid in 1848.

## Loopbaan
Huber studeerde Romeins en hedendaags recht aan de Hogeschool van Franeker, maar rondde de studie niet af. Hij werd ontvanger van de convooien en licenten te Makkum (1769-1780), later ontvanger van de florenen en speciën te Menaldumadeel (1783-1787).
Huber speelde een rol in de woelige politiek aan het eind van de achttiende eeuw. Hij was vanaf 1774 lid van de Staten van Friesland namens de eigenerfden van het Bildt. Omdat hij zich te onafhankelijk opstelde, werd hij mede door toedoen van de grietman en de grietenij niet herkozen in 1778. Kort daarna werd hij namens de eigenerfden van Wonseradeel weer afgevaardigd, maar in 1783 werd hij daar door grietman Thoe Schwartzenberg weer uit verwijderd.
Toen de vrijkorpsen bij plakkaat van 25 september 1786 verboden werden, kreeg hij de opdracht om in andere gewesten aan de patriotten hulp te vragen. Hij bezocht alle provinciën, behalve Zeeland. Zijn reis had veel succes. Hij vluchtte na de Pruisische inval in 1787 naar Frankrijk en was door zijn functie als secretaris van Court Lambertus van Beyma een prominente schakel in de vluchtelingengemeenschap van patriotten in Sint-Omaars. Hij ontwikkelde zich later in Frankrijk tot een van de Bataafse woordvoerders met het Franse revolutionaire regime en werd mede-coördinator van het Bataafs Legioen dat vanaf 1792 de terugkeer van de patriotten militair voorbereidde.
Huber werd zelf in januari 1789 wegens zijn activiteiten voor het Hof van Friesland gedaagd en veroordeeld tot verbeurdverklaring van zijn goederen en verbanning uit Friesland. Hij heeft veel moeite gedaan om voor hem en zijn lotgenoten van 1787 tot 1795 schadevergoeding te krijgen. Op 7 februari 1795 werd door de Staten-Generaal bepaald dat alle veroordelingen wegens de gebeurtenissen van 1787 zouden worden geannuleerd. Kort hierna werd hij lid van het comité revolutionnair en de Provisionele Representanten van het Volk van Friesland.
Hij was onder andere lid van de commissie van vier in 1795 en voerde onderhandelingen met de gevolmachtigden van Frankrijk, die eindigden in het Verdrag van Den Haag. Vanaf 19 februari 1795 was hij gedeputeerde ter Staten-Generaal. Hij was daar vanaf 30 maart dat jaar voorzitter, maar verliet de voorzittersstoel weer op 6 april. Dit deed hij omdat hij naar zijn mening geen bevoegdheid had te beslissen over de door de afgevaardigden van Holland op 29 mei 1795 gedane voorstellen om hun bevoegdheden aan een nationale vergadering over te dragen. Toen de Eerste Nationale Vergadering een feit was, was hij een van de afgevaardigden (1796-1797). Hij werd lid van het departementaal bestuur van het departement van de Eems (1799-1801) en was lid van de Eerste Kamer van het Vertegenwoordigend Lichaam (1801) en vervolgens lid van het Wetgevend Lichaam (1801-1802).
Vanaf 1802 was hij drost in het negende drostambt (Baarderadeel, Hennaarderadeel, Franeker en Franekerdeel) van Friesland, vanaf 1806 tot 1810 alleen nog van Menaldumadeel en Baarderadeel. Hij was daarnaast baljuw van Menaldumadeel en Baarderadeel (vanaf 1807). Hij was vrederechter te Dronrijp (1811-1812, 1813-1818). Hij was de eerste grietman van Het Bildt na de Franse tijd (1816-1826). Vanaf 1818 was hij lid van de Provinciale Staten van Friesland.
- Biografisch Portaal: 11962885
- International Standard Name Identifier: 0000 0003 9059 4588
- Nederlandse Thesaurus van Auteursnamen: 074570358
- Parlement.com: vg09llv7trd9
- Virtual International Authority File: 284273909
- WorldCat: E39PBJbRpCxMGxbrJ9mQtRFdwC